# Kościół Narodzenia Najświętszej Maryi Panny w Barnimiu
Kościół Narodzenia Najświętszej Maryi Panny w Barnimiu – katolicki kościół filialny zlokalizowany we wsi Barnim w gminie Warnice, w powiecie pyrzyckim (województwo zachodniopomorskie). Należy do parafii Najświętszej Maryi Panny Matki Kościoła w Warnicach.

## Historia i architektura
Utrzymany w gotyckim stylu kościół został wzniesiony w 1531 roku. Murowany z kamienia, sytuowany jest na rzucie prostokąta, bez wyodrębnionego prezbiterium. Wieża zwieńczona jest blankami i zakończona ośmiobocznym, ceglanym hełmem. Wieża ozdobiona jest blendami, w jej przyziemiu znajduje się pełnołukowy, trójuskokowy portal wejściowy. Nawę nakrywa dwuspadowy dach. Okna zakończone są ostrołukowo. W 1903 roku miał miejsce pożar, który strawił nawę kościoła. Odbudowano ją w 1904 roku. Po II wojnie światowej kościół został poświęcony jako świątynia katolicka w 1950 roku.
Wnętrze kościoła nakrywa drewniany strop, ściany pokryte są wzorzystą polichromią. Nad wejściem znajduje się wsparta na słupach empora.